# 平凡英雄
《平凡英雄》（維吾爾語：ئاددىي قەھرىمان‎）是2022年中国大陆剧情片，导演是陈国辉，主演是李冰冰、冯绍峰。改编自2021年发生在新疆维吾尔自治区和田市一名7岁男孩在8小时内紧急送到乌鲁木齐市做接臂手术的真实事迹。该片讲述了在8小时内飞越1400公里路途给新疆维吾尔自治区一名维吾尔族男孩做接臂手术的故事。

## 剧情简介
4月30日19:20，生活在和田县拉依喀乡的小麦跟随母亲和哥哥来到核桃园。母亲和哥哥忙于农活，小麦在田边玩耍。玩耍中，小麦的竹蜻蜓飞到了正在运行的拖拉机下。为了捡竹蜻蜓，小麦的右臂卷入正在运行的机械，被生生扯断。20:25开始，母亲和哥哥带着受伤的小麦驾车穿过乡村、巴扎，来到和田市。在交警、急救的协助下，小麦于22:00躺在了和田地区人民医院的手术台上。为小麦包扎好后，医生艾克拜尔提出直接缝合伤口的保命选项和去乌鲁木齐完成接臂手术的保胳膊选项，听闻此事的母亲晕倒在了医院。选择保胳膊的哥哥只能自己带着小麦，去赶前往乌鲁木齐的飞机。
然而小麦和哥哥乘坐急救车到达机场时，最后一班飞往乌鲁木齐的CZ6820航班已经准备起飞。不过在和田机场、中国南方航空、乌鲁木齐机场、机组人员、机上乘客的协调和帮助下，飞机返回廊桥，小麦和哥哥登上航班。5月1日00:09，CZ6820航班起飞。为了缩短航程，在中国民用航空新疆空中交通管理局、中国人民解放军空军的协助下，航班从和田穿过受限制空域，直飞乌鲁木齐。飞机上，因为压力变化小麦的伤口开始渗血，此后又出现因撞击拖拉机导致的气胸。在乘务长周燕和医生刘锐的帮助下，小麦度过难关。
抵达乌鲁木齐前，乌鲁木齐机场将最短路线提供给CZ6820航班。同时急救中心开启应急预案。1:36，CZ6820航班降落乌鲁木齐。小麦和哥哥抵达新疆医科大学附属中医医院时，已经到了2:12。医院方面已经做好准备，并对小麦进行术前检查、清理断肢、采血等工作。3:09，小麦的手术开始。7:13，小麦从手术室回到病房。妈妈也来到乌鲁木齐，与小麦和哥哥团聚。

## 故事原型
《平凡英雄》基于“救助救治新疆和田断臂男孩”事迹改编。2021年4月30日傍晚，中国新疆维吾尔自治区和田地区和田县拉依喀乡库木艾日克村的一名男孩误将手伸入拖拉机的皮带中，导致右臂被扯断。随后男孩被送往和田地区人民医院骨二科。科室主任艾尔肯·日介甫接诊了男孩，但因为当时和田地区人民医院未建立显微外科，为男孩接断肢的能力不足。艾尔肯·日介甫为男孩处理伤口和清理断肢，并联系新疆医科大学附属中医医院骨三科医生黎立，不过男孩需要到乌鲁木齐市完成手术。
抵达和田机场后，当日最后一班飞往乌鲁木齐的航班按计划已推出廊桥。得知男孩情况的新疆机场（集团）有限责任公司和田（于田）机场党委书记、总经理田炜及机场工作人员向上级反映。经过多方协调，航班返回廊桥，二次开门。男孩顺利登机，和田机场方面为其完成机票出票等手续。与此同时，经过与中国南方航空现场运行中心协调，为等待男孩和争取时间，乌鲁木齐国际机场决定延时关闭机场并协调停机位。5月1日凌晨，男孩抵达乌鲁木齐后，随即被送至新疆医科大学附属中医医院。已经开启危急重症患者救治绿色通道的新疆医科大学附属中医医院在短时间内完成办理入院、检验检查、配型备血、清理断肢等工作。随后经历3个多小时的手术，黎立及其团队为男孩接好断肢。术后，新疆医科大学附属中医医院康复中心从神经、血管、肌肉、关节以及心理康复等方面介入小麦的康复治疗。5月10日，男孩可以下床走动。2022年7月，经过一年多的治疗和康复后，断臂男孩回到和田。秋季，男孩入学托万拉依喀村小学，并可以用右臂试着写字。
期间，人民日报客户端、大公网、中时新闻网等媒体报道了相关新闻。事件全程录像于2021年5月4日公布，事迹得到关注。同日，在第36场涉疆问题新闻发布会上，参与救助救治的主要人物及断臂男孩的家属被邀请到场。2021年5月9日，中国共产党新疆维吾尔自治区委员会书记陈全国曾前往医院看望断臂男孩。2021年5月11日，新疆维吾尔自治区表彰参与救助救治和田断臂男孩先进模范。

## 拍摄制作
看到新闻报道后，导演陈国辉在2021年5月初便前往新疆采风，利用5个月的时间在乌鲁木齐、和田二地走访参与救助、救治事迹的村民、民警、机组成员、警车司机、救护车司机、医护人员等。在收集资料的同时，编剧游晓颖创作电影剧本。
2021年9月16日，《平凡英雄》在乌鲁木齐市开机拍摄。电影拍摄过程中，事迹的亲历者在电影现场与演员交流，保证剧情接近现实。冯绍峰在出演医生之前，在手术室观摩事迹救治医生黎立的手术。黎立和冯绍峰分享，手术完成后会通过断臂的温度回升，确定断臂血管成功接通。此情节也被放入电影之中。《平凡英雄》是李冰冰事隔四年再登大银幕的作品。电影拍摄前，李冰冰接受了空姐训练和处理伤口的培训，并和电影原型赵燕进行交流。整个拍摄过程少有排演，更多的是即兴表演，但过程是“沉浸式”拍摄。拍摄时因为看到小麦逼真的“断臂伤口”，李冰冰一直在情绪之中。完成拍摄的陈国辉本欲安慰李冰冰，但看到她一直在情绪中，选择继续拍摄，该场景也被保留到电影中。小麦扮演者帕尔曼·帕热哈提并无表演经验，电影拍摄一始便因演“断臂”而一度放弃。为了电影顺利拍摄，陈国辉会用冰激凌安慰帕尔曼·帕热哈提。拍摄过程中，帕尔曼·帕热哈提因手臂被架起而不适，哭着找妈妈。此目启发了陈国辉，并将此放入电影之中。随着对剧组的适应，帕尔曼·帕热哈提在杀青后不愿离开剧组。
《平凡英雄》主创团队在和田县选择事发路段取景拍摄。后又在青岛东方影都置景，完成拍摄。电影中，机舱、手术室等场景皆为对现场的1:1还原。为营造紧张感，导演陈国辉使用了比以往更多的摄影机，以获得更多的镜头变化。2021年11月，电影在青岛完成拍摄，正式杀青。

## 主要演员
| 角色           | 演员            | 身份 | 现实人物      | 来源          |
| -------------- | --------------- | --- | ------------- | ------------- |
| 周燕           | 李冰冰          | 中国南方航空CZ6820次航班乘务长 | 赵燕          | [ 15 ]        |
| 林立           | 冯绍峰          | 新疆医科大学附属中医医院医生，现实为新疆医科大学附属中医医院骨三科副主任医师，曾为100多个新疆孩子免费手术。                                                      | 黎立          | [ 15 ] [ 16 ] |
| 谢辉阳         | 黄晓明          | 中国南方航空CZ6820次航班机长 | 汤辉忠        | [ 15 ]        |
| 唐伟           | 林永健          | 新疆机场（集团）有限责任公司和田（于田）机场党委书记、总经理 | 田炜          | [ 15 ] [ 24 ] |
| 刘锐           | 张一山          | 改动较大，现实原型董先杰彼时在和田地区皮山县支教，在飞机上主动帮忙，全程一手扶输液装置，一手控制留置针头。电影角色刘锐是因为手术失败而辞职，救助小麦后恢复自信。 | 董先杰        | [ 25 ]        |
| 麦尔丹（小麦） | 帕尔曼·帕热哈提 | 断臂男孩 |               |               |
| 阿卜杜         | 艾尔番·艾则孜   | 断臂男孩哥哥 |               |               |
| 麦尔丹妈妈     | 阿孜古丽·热西提 | 断臂男孩母亲 |               |               |
| 艾克拜尔       | 尼加提·吐尔逊   | 和田地区人民医院医生，现实为和田地区人民医院骨二科主任 | 艾尔肯·日介甫 | [ 26 ]        |

## 上映票房
2022年9月19日，《平凡英雄》在乌鲁木齐市首映。电影于2022年9月30日在中国大陆院线上映。上映一个月后，曾一度延长放映时间。
《平凡英雄》首日票房1465万元人民币，累计票房2.22亿元人民币。

## 主要曲目
| 曲序 | 曲目                   |                | 作曲           | 编曲           | 製作人 | 歌手       | 备注                   |
| ---- | ---------------------- | -------------- | -------------- | -------------- | ------ | ---------- | ---------------------- |
| 1.   | 《平凡顏色》（片头曲） | 林喬、劉恩汛   | 馬霖恩         | 孫藝澄         | 劉碩   | 江映蓉     | 2022年10月13日发布MV。 |
| 3.   | 《无名英雄》（主题曲） | 王梓赫、牛奶白 | 王梓赫、牛奶白 | Chris M.Yong   | 劉碩   | 周笔畅     | 2022年9月26日发布MV。  |
| 4.   | 《平凡英雄》（片尾曲） | 高進           | 高進           | 蘇宏亮、關天天 | 劉碩   | 高進、湯俊 | 2022年10月3日发布MV。  |

## 奬項
| 年份 | 颁奖典礼               | 奖项       | 入圍者 | 结果 | 来源   |
| ---- | ---------------------- | ---------- | ------ | ---- | ------ |
| 2022 | 第十四屆澳門國際電影節 | 最佳編劇   | 游曉穎 | 提名 | [ 33 ] |
| 2022 | 第十四屆澳門國際電影節 | 最佳女主角 | 李冰冰 | 提名 | [ 33 ] |